# Senior Trip
National Lampoon's Senior Trip ook bekend als Senior Trip is een Amerikaans-Canadese komediefilm uit 1995, geregisseerd door Kelly Makin en geproduceerd door Wendy Grean en Peter Morgan. De hoofdrollen worden vertolkt door Matt Frewer, Valerie Mahaffey en Lawrence Dane.

## Verhaal
De onuitstaanbare directeur van een middelbare school betrapt zijn studenten als ze zijn huis op stelten zetten. Hij sluit hen op in een klaslokaal en verplicht hen om een briefje te schrijven naar de president. De studenten grijpen deze kans graag aan en doen heel wat nieuwe voorstellen om het schoolsysteem te verbeteren.

## Rolbezetting
| Acteur              | Personage                         |
| ------------------- | --------------------------------- |
| Matt Frewer         | Principal Todd Moss               |
| Valerie Mahaffey    | Miss Milford                      |
| Lawrence Dane       | Senator John Lerman               |
| Tommy Chong         | Red                               |
| Jeremy Renner       | Dags                              |
| Rob Moore           | Reggie                            |
| Eric Edwards        | Miosky                            |
| Kevin McDonald      | Travis                            |
| Micheal Blake       | Herbert                           |
| Tara Strong         | Carla Morgan                      |
| Nicole de Boer      | Meg Smith                         |
| Sergio Di Zio       | Steve Nisser                      |
| Fiona Loewi         | Lisa Perkins                      |
| Kathryn Rose        | Wanda                             |
| Danny Smith         | Virus                             |
| Lori Alter          | Shirley                           |
| Jack Jessop         | Mr. Bloom                         |
| Kay Tremblay        | Mrs. Winston                      |
| Jack Newman         | Larry Diplo                       |
| Simon Sinn          | Mr. Woo                           |
| Grace Armas         | Mrs. Woo                          |
| Daniel Lee          | Wong Woo                          |
| Paris Chong         | Pablo                             |
| Carol Ng            | Du Mi Wong                        |
| Wayne Robson        | Frank Hardin                      |
| George R. Robertson | President Davis                   |
| Rachel Wilson       | Tienermeisje in film - Susie      |
| Philip DeWilde      | Tienerjongen in film - Fast Eddie |